# Білокриницька бучина № 1
Білокрини́цька бучина́ № 1 — ботанічна пам'ятка природи місцевого значення в Україні. Розташована в межах Шумського району Тернопільської області, на північний захід від села Башківці, у межах лісового урочища «Антонівці-Свинодебри». 
Площа 9,7 га. Оголошене об'єктам природно-заповідного фонду рішенням Тернопільської обласної ради від 18 березня 1994 року. Перебуває у віданні ДП «Кременецьке лісове господарство» (Білокриницьке лісництво, кв. 55, вид. 18, 19; кв. 59, вид. 4). 
Під охороною — буково-дубове насадження Iа бонітету віком 70 років.